# Taharahaus (Neckarsulm)

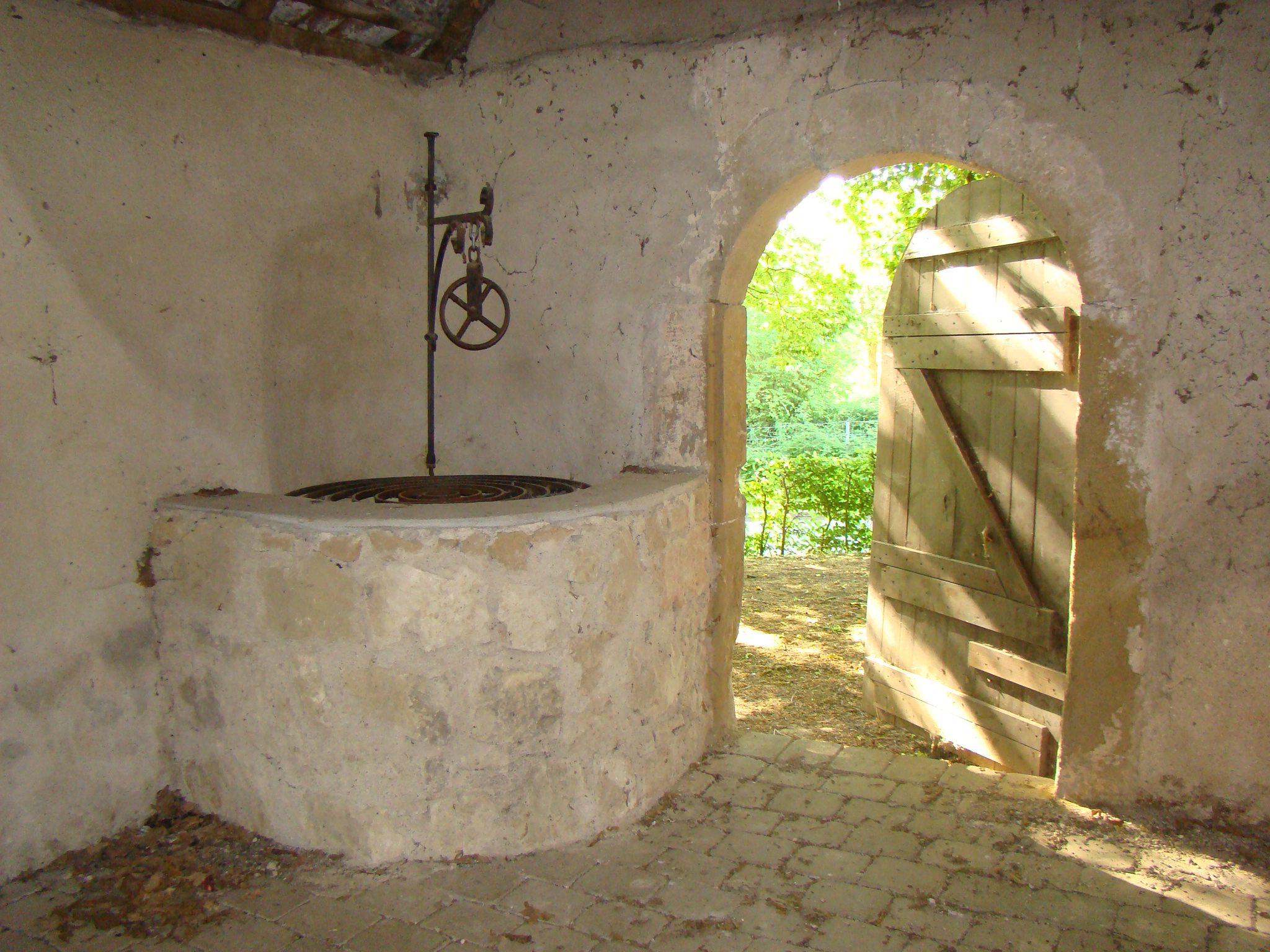
Innenansicht des Taharahauses mit Ziehbrunnen

Das Taharahaus auf dem jüdischen Friedhof in Neckarsulm, einer Stadt im Landkreis Heilbronn (Baden-Württemberg), wurde vermutlich im 18. oder frühen 19. Jahrhundert errichtet. Das Taharahaus am Scheuerberg ist ein geschütztes Baudenkmal.

## Beschreibung
Das Taharahaus befindet sich im nördlichen Teil des Friedhofs, in der Nähe des Eingangs. Das teilweise verputzte Bruchsteingebäude ist ungefähr vier Meter breit und fünf Meter lang. Es wird von einem Satteldach gedeckt. An der nördlichen Giebelseite befindet sich eine rundbogige Tür und darüber ein kleiner Okulus. An der anderen Giebelseite, zum Gräberfeld hin, ist die segmentbogige Tür schlicht gestaltet. Im Inneren befindet sich an der Nordwestecke ein gemauerter Ziehbrunnen.